# Erg Chebbi
O Erg Chebbi (em árabe: عرق الشبي), também conhecido como Dunas de Merzouga, é um dos dois grandes ergues (conjunto de dunas) do deserto do Saara de Marrocos. Situa-se a sudeste do centro de Marrocos, a nordeste e oeste de Merzouga e a sudeste de Rissani e de Erfoud, na região de Tafilalet e região administrativa de   Meknès-Tafilalet, perto da fronteira com a Argélia.
O erg tem aproximadamente 5 km de largura máxima no sentido este-oeste e 22 km de comprimento no sentido norte-sul. As dunas mais altas chegam a ter 150 metros de altura. O local é uma das principais atrações turísticas da região. Uma das atividades turísticas mais populares são os passeios em camelo, que podem ser noturnos e incluir a dormida. Apesar de pequena extensão das dunas, há locais no interior em que se tem a sensação de que se está no enorme deserto de areia pois só se avistam dunas para onde quer que se olhe.
Durante os períodos mais quentes do ano, há marroquinos que sofrem de reumatismo que vão ao Erg Chebbi para serem enterrados até ao pescoço. Diz-se que isso cura a doença.
Em 2006, uma grande inundação perto das dunas destruiu várias casas e causou a morte a três pessoas.